# Clemente VII (antipapa)
L'antipapa Clemente VII, nato Roberto di Ginevra o Guido dei conti di Ginevra, chiamato anche Cardinale di Ginevra (Annecy, 1342 – Avignone, 16 settembre 1394), è stato un cardinale e vescovo cattolico svizzero ginevrino che venne eletto antipapa a Fondi il 20 settembre del 1378 dai cardinali francesi, che avevano cessato di riconoscere il legittimo pontefice Urbano VI: è stato il primo dei papi dello scisma d'Occidente, che dopo essere stato sconfitto da Alberico da Barbiano nella battaglia di Marino del 1379, si ritirò ad Avignone. Fu anche conte di Ginevra, dal 1392 alla sua morte.

## Origine
Secondo Le Grand dictionnaire historique, Volume 5, Roberto era il figlio più giovane, il quintogenito, del Conte di Ginevra, Amedeo III e della moglie, Matilde o Mahaut d'Auvergne ( † dopo il 1396), che, sia secondo Le Grand dictionnaire historique, Volume 5, che secondo la Histoire généalogique de la maison d'Auvergne, era figlia del conte d'Alvernia e di Boulogne Roberto VII e della sua seconda moglie, Maria di Dampierre o di Fiandra. 

Secondo Le Grand dictionnaire historique, Volume 5, Amedeo III di Ginevra era figlio del Conte di Ginevra, Guglielmo III e della moglie, Agnese, che, come confermano sia Le Grand dictionnaire historique, Volume 5, che lo storico francese, Samuel Guichenon, nel suo Histoire généalogique de la royale maison de Savoie, era la figlia di Amedeo V, Conte di Savoia, d'Aosta e di Moriana, e della sua prima moglie, Sibilla o Simona di Baugé, che sempre secondo la Samuel Guichenon era l'unica figlia del signore di Baugé e della Bresse, Guido II di Baugé.

## Biografia
Avviato alla carriera ecclesiastica, studiò alla Sorbona di Parigi e divenne cancelliere ad Amiens e quindi canonico a Parigi. Divenne vescovo di Thérouanne nel 1361, vescovo di Cambrai nel 1368 e cardinale nel 1371, nominato da papa Gregorio XI con il titolo di cardinale presbitero dei Santi XII Apostoli.
Nel 1372, Roberto viene citato nel testamento dello zio (fratello della madre), il vescovo e cardinale decano del Sacro Collegio, Guido di Boulogne (domini Guidonis episcopi Portuensis et sanctæ Ruffinæ Sanctae Romanae ecclesiae Cardinalis),in cui concesse dei lasciti a sua madre Matilde (Matildim de Bolonia comitissam Gebennensem sororem meam), al fratello Pietro (Petrum eius filium nepotem meum) e a Roberto (domino Roberto de Gebennis carissimo nepote meo).
Roberto comunque era più portato alla vita militare che a quella ecclesiastica. Nel maggio 1376, infatti, per conto del papa Gregorio XI, che da Avignone intendeva ritornare a Roma, scese in Italia per restaurarvi l'autorità papale al comando di circa 12000 soldati prevalentemente bretoni guidati da Jean de Malestroit e Sylvestre Budes. Nel 1377, mentre svolgeva le funzioni di legato pontificio nell'Italia del nord (1376-1378), comandò personalmente le truppe mercenarie di Giovanni Acuto per reprimere la rivolta di Cesena, che per la seconda volta rifiutava di assoggettarsi allo Stato Pontificio. Durante quella campagna autorizzò spietatamente, come rappresaglia per l'uccisione di alcuni soldati bretoni al suo comando, lo sterminio di 5.000 civili locali e fu perciò soprannominato il boia di Cesena.
Dopo la morte di Gregorio XI, Roberto partecipò al conclave del 1378 e riconobbe come valida l'elezione di papa Urbano VI, dandone persino personalmente comunicazione ai principi cristiani. Tuttavia in breve tempo provò ripugnanza per il comportamento di Urbano e cominciò a organizzare contro di lui una rivolta. Quando, il 20 settembre 1378, un gruppo di cardinali francesi contrari a Urbano si riunì in conclave a Fondi nel palazzo di Onorato I Caetani e gli offrì il trono pontificio, Roberto accettò e si fece eleggere con il nome di Clemente VII, dando così inizio allo Scisma d'Occidente che sarebbe stato destinato a durare quattro decenni.
Tuttavia ad aprile del 1379 le truppe a lui fedeli subirono una sconfitta a Marino per opera di quelle di Urbano VI ed egli fu costretto a rifugiarsi a Napoli, dove tentò di opporsi a Urbano VI con l'aiuto dei baroni a lui fedeli e della regina Giovanna I. Non essendovi riuscito, stabilì la propria sede ad Avignone nel Contado Venassino, dove nel 1379 elesse a sua residenza il Palazzo dei Papi. Francia, Regno di Napoli, Aragona, Castiglia, Navarra, Scozia, Portogallo, Contea di Savoia, Danimarca e Norvegia riconobbero Clemente come papa legittimo, mentre con Urbano si schierarono l'Inghilterra, l'Impero, le Fiandre e gli altri stati italiani.
Tentò di togliere a Urbano VI la sede romana e per questo cercò di incoraggiare i francesi a occupare Napoli, promettendo in cambio a Luigi I d'Angiò, fratello del re di Francia Carlo V e reggente in nome del nipote minorenne Carlo VI, una parte del territorio pontificio ("regno di Andria"). La spedizione di Luigi, cominciata insieme con Amedeo VI di Savoia, non andò a buon fine causa la morte improvvisa dello stesso Luigi (settembre 1384). Ripresa da Luigi II d'Angiò, figlio di Luigi I, la spedizione ebbe successo e Luigi fu proclamato re di Napoli nella cattedrale di Bari, ma dovette rientrare in Provenza, che riuscì a sottomettere solo nel 1387. Il 1º novembre 1389 Luigi venne incoronato re da Clemente VII alla presenza del re di Francia Carlo VI.
Alla morte di Urbano VI nel 1389, Clemente tentò di essere riconosciuto come unico papa legittimo, ma Roma elesse papa Bonifacio IX, senza tentare nessuna ricomposizione dello scisma.
Nel 1389 il ventitreenne Ladislao di Durazzo si lanciò alla conquista della corona che era stata di suo padre Carlo. Luigi, impegnato nella lotta contro i baroni pugliesi, fu sopraffatto dalla determinazione del giovane principe, che già spadroneggiava sul reame e s'impossessava della città di Napoli. L'Angioino abbandonò la propria causa e fece ritorno in Francia, consentendo a Ladislao di affermarsi come nuovo sovrano di Napoli. Questa evoluzione politica nocque grandemente a Clemente VII, poiché Ladislao riportò il regno di Napoli all'obbedienza a papa Bonifacio IX, successore di papa Urbano VI (Bonifacio IX aveva incoronato Ladislao Re di Napoli a Gaeta il 29 maggio 1390, in aperto contrasto con l'operato di Clemente VII).
A poco a poco anche la Francia gli voltò le spalle e furono fatte pressioni dal mondo culturale francese affinché Clemente VII si dimettesse per rendere più agevole una ricomposizione dello scisma apertosi con la sua elezione in contrapposizione a Urbano VI, ma Clemente non ne volle sapere..
Il 24 marzo del 1392, suo fratello, Pietro, conte di Ginevra, secondo il documento n° 3862 del Titres de la maison ducale de Bourbon, par m. Huillard-Bréholles, Volume 2, redasse un testamento in cui lasciava suo erede universale il figlio di sua sorella Maria, Umberto di Villars.

Suo fratello, Pietro morì in quello stesso anno, prima del 24 giugno, giorno in cui sua moglie, Margherita di Joinville, risulta già vedova secondo il documento n° 1045 del Jean de Joinville et les seigneurs de Joinville.

Le volontà testamentarie di Pietro non vennero rispettate e nella contea di Ginevra gli succedette l'ultimo fratello ancora in vita, Roberto, papa col nome di Clemente VII.
Clemente VII morì ad Avignone il 16 settembre 1394. I cardinali a lui fedeli elessero come suo successore Benedetto XIII.

Nel titolo di conte di Ginevra, gli succedette, secondo le volontà del fratello, Pietro, il figlio di sua sorella Maria, Umberto di Villars.
La sua salma venne tumulata nella Cattedrale di Avignone e nel 1401 venne traslata nella chiesa dei Celestini.

## Il carattere del suo pontificato
Ad Avignone strinse forti legami con la corte francese, attirò a sé uomini eccellenti della cristianità come Vincenzo Ferreri e molti dotti dell'Università di Parigi.
Il suo mecenatismo e le costose campagne militari nel mezzogiorno d'Italia tuttavia gli costarono enormemente, tanto che dopo aver dilapidato il patrimonio pontificio dovette ricorrere a onerosi prestiti, per rimborsare i quali imponeva continuamente nuove imposte, costringendo a pagarle anche le istituzioni religiose che fino ad allora ne erano state esenti.
Clemente VII venne anche chiamato a decidere dell'autenticità della Sindone di Torino, esposta per la prima volta a Lirey, nella diocesi di Troyes, attorno al 1350: emanò perciò una bolla pontificia il 6 gennaio 1390 che ordinava ai canonici della collegiata di Lirey di:

## Cardinali nominati dall'antipapa Clemente VII
L'antipapa Clemente VII ha creato 34 pseudocardinali in 12 concistori.

## Successione apostolica
La successione apostolica è:
- Vescovo Gabriele Neccioli Gabrielli, O.S.B.Cam. (1377)
- Vescovo Hugo de Lupia y Bagés (1379)
- Arcivescovo Michel Etienne de L'Isle (1379)
- Arcivescovo Nicolaus Rusare (1382)

## Ascendenza
|                                            |                                         |                                                    | Genitori                                                |  |  | Nonni |  |  | Bisnonni                    |  |  | Trisnonni                 |  |
|                                            |                                         |                                                    |                                                         |  |  |       |  |  | Amedeo II, conte di Ginevra |  |  | Rodolfo, conte di Ginevra |  |
|                                            |                                         |                                                    |                                                         |  |  |       |  |  | Amedeo II, conte di Ginevra |  |  | Rodolfo, conte di Ginevra |  |
|                                            |                                         | Maria de la Tour du Pin                            |                                                         |  |  |       |  |  | Amedeo II, conte di Ginevra |  |  |                           |  |
| Guglielmo III, conte di Ginevra            |                                         |                                                    |                                                         |  |  |       |  |  | Amedeo II, conte di Ginevra |  |  |                           |  |
|                                            |                                         | Agnese di Chalon                                   | Giovanni d'Auxonne                                      |  |  |       |  |  |                             |  |  |                           |  |
|                                            |                                         | Agnese di Chalon                                   | Giovanni d'Auxonne                                      |  |  |       |  |  |                             |  |  |                           |  |
|                                            |                                         | Agnese di Chalon                                   | Laura di Commercy                                       |  |  |       |  |  |                             |  |  |                           |  |
| Amedeo III, conte di Ginevra               |                                         | Agnese di Chalon                                   |                                                         |  |  |       |  |  |                             |  |  |                           |  |
|                                            |                                         | Amedeo V, conte di Savoia                          | Tommaso II, conte di Savoia                             |  |  |       |  |  |                             |  |  |                           |  |
|                                            |                                         | Amedeo V, conte di Savoia                          | Tommaso II, conte di Savoia                             |  |  |       |  |  |                             |  |  |                           |  |
|                                            |                                         | Amedeo V, conte di Savoia                          | Beatrice Fieschi                                        |  |  |       |  |  |                             |  |  |                           |  |
| Agnese di Savoia                           |                                         | Amedeo V, conte di Savoia                          |                                                         |  |  |       |  |  |                             |  |  |                           |  |
|                                            |                                         | Sibilla, signora di Baugé e Bresse                 | Guido II, signore di Baugé e Bresse                     |  |  |       |  |  |                             |  |  |                           |  |
|                                            |                                         | Sibilla, signora di Baugé e Bresse                 | Guido II, signore di Baugé e Bresse                     |  |  |       |  |  |                             |  |  |                           |  |
|                                            |                                         | Sibilla, signora di Baugé e Bresse                 | Delfina di Saint-Bonnet                                 |  |  |       |  |  |                             |  |  |                           |  |
| Antipapa Clemente VII (Roberto di Ginevra) |                                         | Sibilla, signora di Baugé e Bresse                 |                                                         |  |  |       |  |  |                             |  |  |                           |  |
|                                            | Roberto VI, conte d'Alvernia e Boulogne | Roberto V, conte d'Alvernia e Boulogne             |                                                         |  |  |       |  |  |                             |  |  |                           |  |
|                                            | Roberto VI, conte d'Alvernia e Boulogne | Roberto V, conte d'Alvernia e Boulogne             |                                                         |  |  |       |  |  |                             |  |  |                           |  |
|                                            | Roberto VI, conte d'Alvernia e Boulogne | Eleonora di Baffie, signora d'Ambert               |                                                         |  |  |       |  |  |                             |  |  |                           |  |
| Roberto VII, conte d'Alvernia e Boulogne   | Roberto VI, conte d'Alvernia e Boulogne |                                                    |                                                         |  |  |       |  |  |                             |  |  |                           |  |
|                                            |                                         | Beatrice, signora di Montgascon                    | Falcone III, signore di Montgascon                      |  |  |       |  |  |                             |  |  |                           |  |
|                                            |                                         | Beatrice, signora di Montgascon                    | Falcone III, signore di Montgascon                      |  |  |       |  |  |                             |  |  |                           |  |
|                                            |                                         | Beatrice, signora di Montgascon                    | Isabella di Ventadour, signora di Marjaride e Montredon |  |  |       |  |  |                             |  |  |                           |  |
| Matilde d'Alvernia e Boulogne              |                                         | Beatrice, signora di Montgascon                    |                                                         |  |  |       |  |  |                             |  |  |                           |  |
|                                            |                                         | Guglielmo di Dampierre, signore di Termonde        | Guido di Dampierre, conte di Fiandra                    |  |  |       |  |  |                             |  |  |                           |  |
|                                            |                                         | Guglielmo di Dampierre, signore di Termonde        | Guido di Dampierre, conte di Fiandra                    |  |  |       |  |  |                             |  |  |                           |  |
|                                            |                                         | Guglielmo di Dampierre, signore di Termonde        | Matilde di Béthune                                      |  |  |       |  |  |                             |  |  |                           |  |
| Maria di Dampierre                         |                                         | Guglielmo di Dampierre, signore di Termonde        |                                                         |  |  |       |  |  |                             |  |  |                           |  |
|                                            |                                         | Alice di Clermont-Nesle, viscontessa di Châteaudun | Raoul II di Clermont-Nesle, signore di Nesle            |  |  |       |  |  |                             |  |  |                           |  |
|                                            |                                         | Alice di Clermont-Nesle, viscontessa di Châteaudun | Raoul II di Clermont-Nesle, signore di Nesle            |  |  |       |  |  |                             |  |  |                           |  |
|                                            |                                         | Alice di Clermont-Nesle, viscontessa di Châteaudun | Alice di Dreux-Beu, viscontessa di Châteaudun           |  |  |       |  |  |                             |  |  |                           |  |
|                                            |                                         | Alice di Clermont-Nesle, viscontessa di Châteaudun |                                                         |  |  |       |  |  |                             |  |  |                           |  |

### Fonti primarie
- (LA, FR)  Histoire généalogique de la maison d'Auvergne.
- (LA, FR)  Jean de Joinville et les seigneurs de Joinville.
- (LA, FR)  Preuves de l'Histoire généalogique de la royale maison de Savoie, justifiée par titres, ..par Guichenon, Samuel.

### Letteratura storiografica
- (FR)  Le Grand dictionnaire historique, Volume 5.
- (FR)  Titres de la maison ducale de Bourbon, par m. Huillard-Bréholles, Volume 2.
- John N.D. Kelly, Gran Dizionario Illustrato dei Papi, Casale Monferrato (AL), Edizioni Piemme S.p.A., 1989, ISBN 88-384-1326-6
- Giulio Battelli, Il rotolo di suppliche dello Studio di Roma a Clemente VII antipapa (1378), in Archivio della Società Romana di Storia Patria, n. 114, Roma, Società Romana di Storia Patria, 1991,  pp. 27-56, SBN PAV0053583.